# عماد شاهين
عماد شاهين (من مواليد 24 أغسطس 1957) أستاذ مصري في العلوم السياسية. وهو حاليًا أستاذ زائر في كلية الخدمة الخارجية بجامعة جورج تاون. وهو رئيس تحرير موسوعة أكسفورد للإسلام والسياسة. وأستاذ السياسة العامة في الجامعة الأمريكية بالقاهرة. يركز عمله على السياسة المقارنة والديمقراطية والإصلاح السياسي في المجتمعات الإسلامية والإسلام والسياسة والاقتصاد السياسي في الشرق الأوسط.

## سيرته
انضم شاهين إلى مركز وودرو ولسون الدولي للعلماء، ومعهد الدين والثقافة والحياة العامة في جامعة كولومبيا.
سابقًا كان شاهين أستاذًا مشاركًا لهنري آر لوس في الدين والصراع وبناء السلام، وفي معهد كروك لدراسات السلام الدولي بجامعة نوتردام (2009-2012) وكان منتسبًا إلى كلية كينيدي للإدارة الحكومية، والمدرسة الإسلامية. وبرنامج الدراسات القانونية في كلية الحقوق بجامعة هارفارد (2006-2009).

## مؤلفاته
قام شاهين بتأليف ستة كتب وشارك في تأليفها وتحريرها، وله أكثر من 50 منشورًا علميًا. من كتبه:
- الصعود السياسي: الحركات الإسلامية المعاصرة في شمال إفريقيا (بولدر ، كولورادو: مطبعة وستفيو ، 1998). طبعة غلاف عادي. (ردمك 978-0813336176)
- الصعود السياسي: الحركات الإسلامية المعاصرة في شمال إفريقيا (بولدر ، كولورادو: مطبعة وستفيو ، 1997). طبعة غلاف فني.
- بعيون مسلمة: محمد رشيد رضا والغرب (هيرندون ، فيرجينيا: المعهد الدولي للفكر الإسلامي ، 1993). طبعات غلاف ورقي. (ردمك 978-1565641419)

## ظهوره على وسائل الإعلام
نُشرت مقالات رأي لشاهين في نيويورك تايمز وواشنطن بوست، الجارديان، سي إن إن، ذا أتلانتيك، فورين بوليسي، الأهرام، والشروق. كما ظهر مع تشارلي روز، وديان رام شو، وكريستين أمان بور، بي آر، سي إن إن، بي بي سي، سي بي سي كندا، فويس أوف أمريكا، هافينغتون بوست، والجزيرة بالعربية والإنجليزية.